# Джузеппе Бальдо
Джузеппе Бальдо (італ. Giuseppe Baldo, нар. 27 липня 1914, Пйомбіно-Дезе — пом. 31 липня 2007, Монтекатіні-Терме) — італійський футболіст, півзахисник.
Насамперед відомий виступами за клуби «Падова» та «Лаціо», а також національну збірну Італії.
У складі збірної — олімпійський чемпіон. 

## Клубна кар'єра
Народився 27 липня 1914 року в місті Пйомбіно-Дезе. Вихованець футбольної школи клубу «Падова». Дорослу футбольну кар'єру розпочав 1932 року в основній команді того ж клубу, в якій провів три сезони, взявши участь у 69 матчах чемпіонату. Більшість часу, проведеного у складі «Падови», був основним гравцем команди.
1935 року перейшов до клубу «Лаціо», за який відіграв 7 сезонів. Граючи у складі «Лаціо» також здебільшого виходив на поле в основному складі команди. Завершив професійну кар'єру футболіста виступами за команду «Лаціо» у 1942 році
Помер 31 липня 2007 року на 94-му році життя у місті Монтекатіні-Терме.

## Виступи за збірну
1936 року дебютував в офіційних матчах у складі національної збірної Італії. Протягом кар'єри у національній команді, яка тривала лише один рік, провів у формі головної команди країни 4 матчі.
У складі збірної був учасником футбольного турніру на Олімпійських іграх 1936 року у Берліні, здобувши того року титул олімпійського чемпіона.

## Титули і досягнення
- Олімпійський чемпіон: 1936